# Museu Militar da Luta de Libertação Nacional
O Museu Militar da Luta de Libertação Nacional, localizado no interior da Fortaleza de São José da Amura em Bissau, foi inaugurado a 24 de setembro de 2017.
José Mário Vaz, presidente da Guiné-Bissau, presidiu à inauguração deste museu que retrata a história da luta pela independência da Guiné-Bissau.
Ao acervo do museu, foram adicionadas no início de 2018, diversos objetos que foram oferecidos pela Guiné-Conacri e que pertenceram a Amílcar Cabral.
Fazem parte do museu, diversas armas utilizadas pelo PAIGC